# تشارلز شابمان (لاعب كريكت)
تشارلز شابمان (بالإنجليزية: Charles Chapman)‏ (1806 - 10 سبتمبر 1892) هو لاعب كريكت بريطاني (وحمل سابقاً جنسية المملكة المتحدة لبريطانيا العظمى وأيرلندا).